# Aeroporto La Florida
O Aeroporto de  La Florida é um aeroporto situado na cidade de La Serena, no Chile.